# Металлокерамика
Металлокера́мика (кермет) — искусственный материал, представляющий собой гетерогенную композицию металлов или сплавов с неметаллами (керамикой).
Другие названия: керметы, керамико-металлические материалы, спечённые антифрикционные материалы, твёрдые сплавы.
Металлокерамики объединяют важные конструкционные и эксплуатационные свойства металлов и неметаллов. Они отличаются большой прочностью, высокими износо- и теплостойкостью, антикоррозионными свойствами. Применяются в качестве антифрикционных или защитных покрытий деталей и самостоятельных конструкционных материалов в авиастроении, автомобилестроении, транспортном и химическом машиностроении, электроприборостроении, трубостроении и других отраслях промышленности.
В стоматологии металлокерамикой называют несъемные зубные протезы (мостовидные протезы, коронки), представляющие собой металлический каркас с нанесённой на него керамической массой. В данной ситуации о композиции как таковой речи не идет, есть каркас из металла и керамическая масса, удерживающаяся на нём за счёт макро- и микроретенции. Таким образом, понятие металлокерамики в стоматологии отличается от такого понятия в технике и материаловедении.
Согласно ГОСТ металлокерамические сплавы делят на 3 группы.

## Состав
Металлическая фаза металлокерамических материалов может содержать элементы Cr, Ni, Al, Fe, Со, Ti, Zr и их сплавы. К керамической фазе относят: 
- оксиды — Al2O3, Cr2O3, SiO, SiO2, ZrO2
- карбиды — SiC, Cr3C2, TiC, WC
- бориды —Cr2B2, TiB2, ZrB2
- силициды — MoSi
- нитриды —TiN
- углерод — алмаз, графит

Содержание керамической составляющей в металлокерамике в зависимости от её типа изменяется в широких пределах от 15 до 85% (по объёму).

## Способы получения и применение
В науке и технике понятие металлокерамика обычно связывают с порошковой металлургией. Здесь металлокерамику получают прессованием заготовок из порошков (металлов и керамики) с последующим их спеканием. Так производят твердые металлокерамические материалы (твердые сплавы), используемые для обработки металлов резанием и для бурения горных пород. Другим примером металлокерамики, полученной спеканием порошков смеси железа и графита, могут служить пористые самосмазывающиеся подшипники, материал которых после спекания пропитывают маслом.
Методом газотермического напыления частиц порошка получают металлокерамические покрытия для защиты поверхностей деталей от износа и коррозии при производстве деталей. Этот же метод формирования металлокерамического покрытия используется для ремонта при восстановлении размеров изношенных деталей.
Тонкопленочную металлокерамику получают методом термического испарения металла или сплава в вакууме и конденсации его паров на поверхности пластинки (подложки). Примером может служить микрокомпозиция Cr — SiO, используемая при изготовлении тонкопленочных резисторов.
Из металлокерамики на основе оксида алюминия изготавливаются запорные элементы керамических трубопроводных кранов.